# Anahun (Ort)
Anahun ist ein osttimoresischer Ort im Suco Odomau (Verwaltungsamt Maliana, Gemeinde Bobonaro). Er liegt im Nordwesten der Aldeia Anahun, auf einer Meereshöhe von 770 m. Die Häuser liegen an der Überlandstraße von Maliana nach Bobonaro, die hier entlang einer Parallelkette des Lolo Tumisiris führt. Die Felswand östlich der Siedlung steigt um über 100 Meter an. Ein Quellfluss des Bulohos, eines Zuflusses des Nunuras, trennt Anahun von seinem Nachbarort Chatal im Südwesten. An der Spitze des Höhenzugs im Norden liegt das Dorf Hali-Mesak.
In Anahun befinden sich eine Kapelle und eine Grundschule.